# Österreichische Alpine Skimeisterschaften 1938
Die Österreichischen Alpinen Skimeisterschaften 1938 fanden am 12. und 13. Februar in Murau statt. An den Herrenrennen nahmen nur Läufer aus Österreich teil, während bei den Damenrennen auch Wettkämpferinnen aus Schweden, der Schweiz und der Tschechoslowakei starteten.

## Herren

### Abfahrt
| Platz | Name             | Zeit       |
| ----- | ---------------- | ---------- |
| 01    | Anton Seelos     | 6:04,4 min |
| 02    | Wilhelm Walch    | 6:06,8 min |
| 03    | Thaddäus Schwabl | 6:12,4 min |
| 04    | Toni Matt        | 6:15,4 min |
| 05    | Rudolph Matt     | 6:20,6 min |
| 06    | Johann Seelos    | 6:22,0 min |
| 07    | Josef Gstrein    | 6:22,2 min |
| 08    | Friedl Pfeifer   | 6:25,2 min |
| 09    | Rupert Christian | 6:26,2 min |
| 10    | Robert Kotschi   | 6:27,0 min |

Datum: 12. Februar 1938

Ort: Murau

Piste: Frauenalpe

Streckenlänge: 5500 m

Höhendifferenz: 1200 m

### Slalom
| Platz | Name             | Zeit       |
| ----- | ---------------- | ---------- |
| 01    | Wilhelm Walch    | 1:39,1 min |
| 02    | Thaddäus Schwabl | 1:41,5 min |
| 03    | Friedl Pfeifer   | 1:41,8 min |
| 04    | Rudolph Matt     | 1:44,6 min |
| 05    | Karl Feix        | 1:47,4 min |
| 06    | Josef Gstrein    | 1:50,3 min |
| 07    | Albert Pfeifer   | 1:50,6 min |
| 08    | Johann Seelos    | 1:50,8 min |
| 09    | Anton Seelos     | 1:51,1 min |
| 10    | Robert Kotschi   | 1:52,6 min |

Datum: 13. Februar 1938

Ort: Murau

### Kombination
| Platz | Name             | Punkte |
| ----- | ---------------- | ------ |
| 01    | Wilhelm Walch    | 199,36 |
| 02    | Thaddäus Schwabl | 195,49 |
| 03    | Rudolph Matt     | 192,68 |
| 04    | Friedl Pfeifer   | 191,96 |
| 05    | Anton Seelos     | 189,99 |
| 06    | Josef Gstrein    | 186,00 |
| 07    | Johann Seelos    | 184,99 |
| 08    | Karl Feix        | 183,03 |
| 09    | Robert Kotschi   | 182,17 |
| 10    | Albert Pfeifer   | 179,45 |

## Damen

### Abfahrt
| Platz | Name                    | Zeit       |
| ----- | ----------------------- | ---------- |
| 01    | Helga Gödl              | 7:22,4 min |
| 02    | Elvira Osirnig (SUI)    | 7:36,2 min |
| 03    | May Nilsson (SWE)       | 7:36,4 min |
| 04    | Hilde Walter            | 8:03,2 min |
| 05    | Marie Vorwallner        | 8:07,4 min |
| 06    | Hanni Frandl            | 8:09,4 min |
| 07    | Grete Nissl             | 8:13,8 min |
| 08    | Dorothea Rauchenpichler | 8:16,2 min |
| 09    | Friedl Benedikty        | 8:16,4 min |
| 10    | Christa Rotter (TCH)    | 8:35,4 min |

Datum: 12. Februar 1938

Ort: Murau

Piste: Frauenalpe

Streckenlänge: 5500 m

Höhendifferenz: 1200 m

### Slalom
| Platz | Name                 | Zeit       |
| ----- | -------------------- | ---------- |
| 01    | Elvira Osirnig (SUI) | 2:01,2 min |
| 02    | May Nilsson (SWE)    | 2:04,2 min |
| 03    | Helga Gödl           | 2:06,9 min |
| 04    | Hilde Walter         | 2:18,7 min |
| 05    | Grete Nissl          | 2:21,3 min |
| 06    | Kastinger            | 2:27,5 min |
| 07    | Käthe Lettner        | 2:28,6 min |
| 08    | Christa Rotter (TCH) | 2:29,0 min |
| 09    | Gitti Herzog         | 2:34,2 min |
| 10    | Hanni Frandl         | 2:37,4 min |

Datum: 13. Februar 1938

Ort: Murau

### Kombination
| Platz | Name                 | Punkte |
| ----- | -------------------- | ------ |
| 01    | Elvira Osirnig (SUI) | 196,94 |
| 02    | Helga Gödl           | 195,57 |
| 03    | May Nilsson (SWE)    | 194,35 |
| 04    | Hilde Walter         | 180,87 |
| 05    | Grete Nissl          | 177,21 |
| 06    | Hanni Frandl         | 167,39 |
| 07    | Christa Rotter (TCH) | 167,18 |
| 08    | Käthe Lettner        | 164,46 |
| 09    | Friedl Benedikty     | 162,92 |
| 10    | Gitti Herzog         | 158,51 |